# Nátrium-permanganát
A nátrium-permanganát a nátrium permangánsavval alkotott sója, képlete NaMnO4. Bíbor- vagy vörösesfekete színű szétfolyó kristály vagy por. 170 °C-on bomlik.
A kálium-permanganáthoz hasonlóan erős oxidálószer, de erősen higroszkópos. Vízben igen jól oldódik, oldatából monohidrátja, NaMnO4·H2O kristályosítható ki.

## Előállítás
Mangán-dioxid és nátrium-hipoklorit (fehérítő) reakciójával állítható elő:
2 MnO2 + 3 NaOCl + 2 NaOH → 2 NaMnO4 + 3 NaCl + H2O
Nátrium-perklorát és kálium-permanganát oldatainak összeöntésével is előállítható, az ekkor keletkező kálium-perklorát kicsapódik és leszűrhető:
NaClO4(aq)+KMnO4(aq)=NaMnO4(aq)+KClO4(s)
A nátrium-permanganát oldatot párologtatva nyerhető a monohidrátja.
Előállítható nátrium-manganát oldat elektrolízisével, anódos oxidációjával is. Előállítható nátrium-klorid oldat és kálium-permanganát reakciójával is.
K+(aq)+MnO4-(aq)+Na+(aq)+Cl-(aq)=NaMnO4(aq)+KCl(aq)
avagy:
KMnO4(aq)+NaCl(aq)=NaMnO4(aq)+KCl(aq)

## Felhasználás
Nagyon jó oldhatóságát (15-ször jobban oldódik, mint a kálium-permanganát) használják ki nyomtatott huzalozású lemezek maratásánál, ahol nagy koncentrációjú permanganátionokat tartalmazó oldat kell.
Erős oxidáló hatását kihasználva baktériumölő és fertőtlenítőszerként alkalmazzák. Ellenméreg morfin-, kuráre(en) és foszformérgezés ellen.